# Джхунджхуну (округ)
Джхунджхуну (англ. Jhunjhunu) — округ в индийском штате Раджастхан. Расположен на северо-востоке штата. Образован в 1948 году. Разделён на 5 подокругов. Административный центр округа — город Джхунджхуну. Согласно всеиндийской переписи 2001 года население округа составляло 1 913 099 человек. Уровень грамотности взрослого населения составлял 73,61 %, что выше среднеиндийского уровня (59,5 %).
Знаменитая семья Бирла родом из этого округа.